# Памятник И. Х. Баграмяну (Орёл)
Памятник И. Х. Баграмяну — памятник советскому военачальнику, дважды Герою Советского Союза, Маршалу Советского Союза.

## Описание
Ованес Баграмян родился в селении Чардахлы в небогатой армянской семье. Участник Первой мировой войны. В должности командира эскадрона принимал участие в установлении Советской власти в Армении. Окончил Военную академию Генерального Штаба. В период Великой Отечественной войны занимал различные высшие руководящие должности в армии. Звание Маршала Советского Союза было присвоено Баграмяну в 1955 году. Умер маршал в 1982 году, его прах захоронен в Кремлёвской стене на Красной площади.
12 мая Орловский городской Совет народных депутатов дал разрешение (при поимённом голосовании) на установку памятника в заповедной зоне. Он был установлен 20 мая 2016 года в сквере Танкистов. Памятник изготовлен и установлен в основном на средства благотворителя Егия Асатряна и Артура Асатряна, и обошёлся почти в 10 млн руб. Монумент представляет собой бронзовую фигуру маршала в полный рост, установленную на гранитном постаменте. В ногах лежат немецкое знамя и герб СС.